# Özlem Türeci
Özlem Türeci (født 6. marts 1967) er en tysk læge, videnskabsmand og iværksætter. I 2008 var hun med til at stifte bioteknologivirksomheden BioNTech, som i 2020 udviklede den første messenger RNA -baserede vaccine godkendt til brug mod COVID-19 . Türeci har fungeret som BioNTechs ledende læge siden 2018. Siden 2021 har hun været professor i personlig immunterapi ved Helmholtz Institute for Translational Oncology (HI-TRON). og Johannes Gutenberg Universität, Mainz. Türeci og hendes ægtefælle, Uğur Şahin, har vundet en række priser.

## Personligt liv og uddannelse
Türeci er født i Siegen, Vesttyskland i 1967 som datter af tyrkiske immigranter. Hendes mor var biolog og faren var kirurg på det katolske hospital St. Elisabeth-Stift i Lastrup i bydelen Cloppenburg. Hun gik blandt andet på Städtisches Gymnasium i Bad Driburg og Werner-von-Siemens-Gymnasium i Bad Harzburg. Som barn var hun stærkt inspireret af nonnerne, der arbejdede for at hjælpe folk på det hospital, hendes far arbejdede på.
Hun studerede medicin på Saarland Universitet i Homburg og tog sin eksamen i 1992. Hendes forskning fokuserede på identifikation og karakterisering af tumorspecifikke molekyler og udvikling af immunterapier mod kræft. I 2002 afsluttede hun sin doktorgrad ved Johannes Gutenberg Universitetet i Mainz inden for molekylær medicin .

## Karriere
Özlem Türeci arbejder som lægevidenskabelig grundforsker inden for immunologi. Hun forsker for at udvikle nye behandlingsformer mod kræft, infektionssygdomme og sygdomme i immun- og nervesystemet. Et særligt fokus er på tumorspecifikke molekyler og udvikling af individuelle terapeutiske tilgange.
Türeci var ansat ved Medicinsk Center ved Mainz Universitet indenfor det særlige forskningsområde immunologiref. Siden 2002 har hun været privatdocent inden for kræftimmunterapi. Sammen med sin mand, Uğur Şahin, og deres mentor, immunologen Christoph Huber, udviklede hun konceptet om et "translationelt institut", som blev realiseret i 2001 med stiftelsen af TRON, en forkortelse for "translationel onkologi." Dette er et biofarmaceutisk forskningsinstitut, der udvikler ny diagnostik og lægemidler til behandling af kræft og andre sygdomme med store udækkede medicinske behov. To virksomheder senere grundlagt af Türeci og hendes mand er spin-offs af arbejde udført på universitetet i Mainz. Türeci accepterede udnævnelsen til professor i "Individuel immunterapi".

## Egne virksomheder
I 2001 grundlagde Türeci og Sahin virksomheden Ganymed Pharmaceuticals. Dette firma fokuserede på en ny klasse af kræftlægemidler kaldet ideelle monoklonale antistoffer og udviklede zolbetuximab, som bruges til at behandle kræft i spiserøret og maven. Hun var forskningsdirektør fra 2001 til 2008 og ledede virksomheden fra 2008 til 2016 i rollen som administrerende direktør. I 2016 blev virksomheden solgt til Astellas Pharma for 1,4 milliarder dollars og er nu et datterselskab af dette selskab.  Dette firma fokuserede på en ny klasse af kræftlægemidler kaldet ideelle monoklonale antistoffer og udviklede zolbetuximab, som bruges til at behandle kræft i spiserøret og maven. Hun var forskningsdirektør fra 2001 til 2008 og ledede virksomheden fra 2008 til 2016 i rollen som administrerende direktør. I 2016 blev virksomheden solgt til Astellas Pharma for 1,4 milliarder dollars og er nu et datterselskab af dette firma.
I 2008 grundlagde Türeci, Sahin og Christoph Huber det Mainz-baserede bioteknologiske firma Biontech ved at vælge et navn afledt af Biopharmaceutical New Technologies. Türeci har været forskningsdirektør (CMO) i virksomheden siden 2018.Som CMO er hun primært ansvarlig for klinisk forskning og udvikling. Fra 2009 til 2018 fungerede hun som formand for virksomhedens videnskabelige rådgivende bestyrelse . Oprindeligt fokuserede virksomheden på udvikling og fremstilling af aktive immunterapier baseret på Messenger RNA (mRNA) og andre teknologier til en patientspecifik tilgang til behandling af cancer og andre alvorlige sygdomme . Sammen med forskere fra TRON hyrede de Katalin Karikó, som havde udviklet en måde at undgå at udløse en inflammatorisk reaktion, når man injicerer et mRNA-lægemiddel.